# Жерники (Іновроцлавський повіт)
Жерники (пол. Żerniki, нім. Schönwerth) — село в Польщі, у гміні Крушвиця Іновроцлавського повіту Куявсько-Поморського воєводства.
Населення — 188 осіб (2011).
У 1975-1998 роках село належало до Бидгощського воєводства.

## Демографія
Демографічна структура станом на 31 березня 2011 року:
|          | Загалом | Допрацездатний вік | Працездатний вік | Постпрацездатний вік |
| -------- | ------- | ------------------ | ---------------- | -------------------- |
| Чоловіки | 90      | 11                 | 70               | 9                    |
| Жінки    | 98      | 20                 | 54               | 24                   |
| Разом    | 188     | 31                 | 124              | 33                   |